# Hamburger Sport-Verein 2006-2007
Questa voce raccoglie le informazioni riguardanti l'Hamburger Sport-Verein nelle competizioni ufficiali della stagione 2006-2007.

## Stagione
Nella stagione 2006-2007, però, l'Amburgo ha disatteso le aspettative. In Champions League è stato eliminato dopo la prima fase, finendo ultimo nel proprio raggruppamento, con il magro bilancio di una vittoria in sei partite disputate. In campionato è stato coinvolto subito nella lotta per non retrocedere e ha occupato per buona parte dell'annata il 18º e ultimo posto della graduatoria. Il 1º febbraio 2007 Thomas Doll è stato esonerato e al suo posto è stato assunto Huub Stevens (contratto fino al 30 giugno 2008), allenatore olandese che ha vinto la Coppa UEFA 1996-1997 con lo Schalke 04. L'arrivo di Stevens ha permesso alla squadra di risollevarsi. In poche settimane si è infatti lasciata alle spalle la zona retrocessione grazie a importanti e sorprendenti vittorie, come quella in casa della seconda in classifica Werder Brema (0-2), quella a Gelsenkirchen in casa della capolista Schalke 04 (0-2) e, a due giornate dalla fine, quella in trasferta (1-2) contro il Bayern Monaco. Alla fine la stagione si è conclusa con un settimo posto in graduatoria, piazzamento che ha permesso all'Amburgo l'accesso alla Coppa Intertoto, poi vinta.

## Rosa
| N. |                           | Ruolo | Calciatore         |
| -- | ------------------------- | ----- | ------------------ |
| 1  | Germania (bandiera)       | P     | Stefan Wächter     |
| 2  | Argentina (bandiera)      | D     | Juan Pablo Sorín   |
| 3  | Camerun (bandiera)        | D     | Thimothée Atouba   |
| 4  | Germania (bandiera)       | D     | Bastian Reinhardt  |
| 5  | Paesi Bassi (bandiera)    | D     | Joris Mathijsen    |
| 6  | Svizzera (bandiera)       | C     | Raphaël Wicky      |
| 7  | Iran (bandiera)           | C     | Mehdi Mahdavikia   |
| 8  | Germania (bandiera)       | D     | Mathias Abel       |
| 9  | Perù (bandiera)           | A     | Paolo Guerrero     |
| 10 | Belgio (bandiera)         | D     | Vincent Kompany    |
| 11 | Croazia (bandiera)        | A     | Ivica Olić         |
| 12 | Germania (bandiera)       | P     | Sascha Kirschstein |
| 13 | Germania (bandiera)       | C     | Mario Fillinger    |
| 14 | Rep. Ceca (bandiera)      | C     | David Jarolím      |
| 15 | Germania (bandiera)       | C     | Piotr Trochowski   |
| 16 | Germania (bandiera)       | D     | René Klingbeil     |
| 17 | Costa d'Avorio (bandiera) | A     | Boubacar Sanogo    |

| N. |                           | Ruolo | Calciatore           |
| -- | ------------------------- | ----- | -------------------- |
| 18 | Germania (bandiera)       | C     | Oliver Hampel        |
| 20 | Costa d'Avorio (bandiera) | D     | Guy Demel            |
| 22 | Kosovo (bandiera)         | A     | Besart Berisha       |
| 23 | Paesi Bassi (bandiera)    | C     | Rafael van der Vaart |
| 24 | Iran (bandiera)           | D     | Sasan Gouhari        |
| 25 | Italia (bandiera)         | A     | Massimo Cannizzaro   |
| 26 | Germania (bandiera)       | D     | Volker Schmidt       |
| 27 | Germania (bandiera)       | C     | Alexander Laas       |
| 28 | Paesi Bassi (bandiera)    | C     | Nigel de Jong        |
| 29 | Germania (bandiera)       | P     | Wolfgang Hesl        |
| 30 | Namibia (bandiera)        | D     | Collin Benjamin      |
| 32 | Tunisia (bandiera)        | C     | Änis Ben-Hatira      |
| 33 | Stati Uniti (bandiera)    | C     | Benny Feilhaber      |
| 34 | Germania (bandiera)       | C     | Sidney Sam           |
| 35 | Germania (bandiera)       | P     | Frank Rost           |
| 37 | Germania (bandiera)       | A     | Rouwen Hennings      |
| 38 | Serbia (bandiera)         | A     | Danijel Ljuboja      |

## Organigramma societario
Area direttiva
- Presidente:  Bernd Hoffmann[1]

Area tecnica
- Allenatore:  Thomas Doll (1ª-19ª),  Huub Stevens (20ª-34ª)
- Allenatore in seconda: Markus Schupp
- Preparatore dei portieri: Claus Reitmaier

## Calciomercato

### Sessione estiva
| Acquisti | Acquisti         | Acquisti           | Acquisti |
| R.       | Nome             | da                 | Modalità |
| -------- | ---------------- | ------------------ | -------- |
| A        | Danijel Ljuboja  | Stoccarda          |          |
| D        | Juan Pablo Sorín | Villarreal         |          |
| D        | Joris Mathijsen  | AZ Alkmaar         |          |
| C        | Änis Ben-Hatira  | Amburgo (Juniores) |          |
| A        | Besart Berisha   | Horsens            |          |
| A        | Paolo Guerrero   | Bayern Monaco      |          |
| D        | Vincent Kompany  | Anderlecht         |          |
| A        | Boubacar Sanogo  | Kaiserslautern     |          |

| Cessioni | Cessioni          | Cessioni              | Cessioni |
| R.       | Nome              | da                    | Modalità |
| -------- | ----------------- | --------------------- | -------- |
| D        | Khalid Boulahrouz | Chelsea               |          |
| A        | Mustafa Kučuković | Greuther Fürth        |          |
| A        | Sergej Barbarez   | Bayer Leverkusen      |          |
| C        | Stefan Beinlich   | Hansa Rostock         |          |
| P        | Fabian Lucassen   | Amburgo II            |          |
| A        | Naohiro Takahara  | Eintracht Francoforte |          |
| C        | Charles Takyi     | St. Pauli             |          |
| D        | Daniel Van Buyten | Bayern Monaco         |          |

### Sessione invernale
| Acquisti | Acquisti     | Acquisti   | Acquisti |
| R.       | Nome         | da         | Modalità |
| -------- | ------------ | ---------- | -------- |
| D        | Mathias Abel | Schalke 04 |          |
| A        | Ivica Olić   | CSKA Mosca |          |
| P        | Frank Rost   | Schalke 04 |          |

| Cessioni | Cessioni       | Cessioni       | Cessioni |
| R.       | Nome           | da             | Modalità |
| -------- | -------------- | -------------- | -------- |
| C        | Markus Karl    | Greuther Fürth |          |
| A        | Benjamin Lauth | Stoccarda      |          |

## Risultati

### Bundesliga

#### Girone di andata
| Arbitro: | Fleischer |

|            |           |            |
| Sanogo 67’ | Marcatori | 32’ Eigler |

| Arbitro: | Perl |

|                              |           |                              |
| Munteanu 56’ (rig.) Radu 69’ | Marcatori | 39’ Sanogo 72’ (aut.) Ziebig |

| Arbitro: | Fandel |

|            |           |             |
| Sanogo 18’ | Marcatori | 64’ Giménez |

| Arbitro: | Wagner |

|           |           |  |
| Wörns 82’ | Marcatori |  |

| Arbitro: | Stark |

|               |           |              |
| Reinhardt 68’ | Marcatori | 58’ Borowski |

| Arbitro: | Fleischer |

|                          |           |                        |
| Meier 36’ Amanatidīs 58’ | Marcatori | 51’ Ljuboja 69’ Sanogo |

| Arbitro: | Brych |

|                |           |                         |
| Trochowski 30’ | Marcatori | 15’ Altıntop 52’ Bordon |

| Arbitro: | Drees |

|             |           |                   |
| Voronin 40’ | Marcatori | 70’, 86’ Guerrero |

| Amburgo 28 ottobre 2006, ore 15:30 CEST 9ª giornata | Amburgo | 0 – 0 referto | Hannover 96 | AOL Arena (57 000 spett.)\| Arbitro: \| Kircher \| |
| Arbitro:                                            | Kircher |               |             |                                                    |

| Arbitro: | Merk |

|           |           |  |
| Hanke 19’ | Marcatori |  |

| Arbitro: | Fandel |

|                            |           |  |
| Gómez 80’ Hitzlsperger 85’ | Marcatori |  |

| Arbitro: | Meyer |

|             |           |              |
| Ljuboja 66’ | Marcatori | 84’ Neuville |

| Magonza 18 novembre 2006, ore 15:30 CET 13ª giornata | Magonza   | 0 – 0 referto | Amburgo | Stadion am Bruchweg (20 300 spett.)\| Arbitro: \| Fleischer \| |
| Arbitro:                                             | Fleischer |               |         |                                                                |

| Arbitro: | Kinhöfer |

|                          |           |                        |
| van der Vaart 18’ (rig.) | Marcatori | 56’ Makaay 78’ Pizarro |

| Arbitro: | Stark |

|                            |           |             |
| Dabrowski 5’ Misimović 70’ | Marcatori | 42’ Ljuboja |

| Amburgo 9 dicembre 2006, ore 15:30 CET 16ª giornata | Amburgo | 0 – 0 referto | Norimberga | AOL Arena (54 628 spett.)\| Arbitro: \| Fandel \| |
| Arbitro:                                            | Fandel  |               |            |                                                   |

| Arbitro: | Gräfe |

|                                                     |           |                                      |
| Reghecampf 63’ (rig.) Fiél 78’ Reinhardt 90’ (aut.) | Marcatori | 33’ Berisha 67’ Benjamin 76’ Ljuboja |

#### Girone di ritorno
| Arbitro: | Weiner |

|            |           |             |
| Borges 89’ | Marcatori | 10’ Ljuboja |

| Arbitro: | Sippel |

|                 |           |         |
| Sorín 4’ (rig.) | Marcatori | 9’ Radu |

| Arbitro: | Kinhöfer |

|                           |           |          |
| Friedrich 78’ Mineiro 90’ | Marcatori | 33’ Laas |

| Arbitro: | Wagner |

|                                                      |           |  |
| van der Vaart 11’ (rig.) Benjamin 40’ Mahdavikia 90’ | Marcatori |  |

| Arbitro: | Kircher |

|  |           |                               |
|  | Marcatori | 42’ (rig.), 87’ van der Vaart |

| Arbitro: | Perl |

|                                          |           |              |
| van der Vaart 7’ Trochowski 77’ Olić 90’ | Marcatori | 59’ Takahara |

| Arbitro: | Stark |

|  |           |                            |
|  | Marcatori | 71’ van der Vaart 80’ Olić |

| Amburgo 11 marzo 2007, ore 17:00 CET 25ª giornata | Amburgo | 0 – 0 referto | Bayer Leverkusen | AOL Arena (55 337 spett.)\| Arbitro: \| Fandel \| |
| Arbitro:                                          | Fandel  |               |                  |                                                   |

| Hannover 17 marzo 2007, ore 15:30 CET 26ª giornata | Hannover 96 | 0 – 0 referto | Amburgo | AWD-Arena (49 000 spett.)\| Arbitro: \| Sippel \| |
| Arbitro:                                           | Sippel      |               |         |                                                   |

| Arbitro: | Perl |

|                |           |  |
| Mahdavikia 60’ | Marcatori |  |

| Arbitro: | Wagner |

|                      |           |                                             |
| Jarolím 66’ Olić 75’ | Marcatori | 10’ Cacau 13’ Khedira 27’ Hilbert 51’ Meira |

| Arbitro: | Merk |

|  |           |              |
|  | Marcatori | 90’ Guerrero |

| Arbitro: | Fandel |

|                               |           |                      |
| Sorín 23’ (rig.) Guerrero 83’ | Marcatori | 12’ Zidan 59’ Gerber |

| Arbitro: | Kinhöfer |

|             |           |                                |
| Pizarro 35’ | Marcatori | 71’ van der Vaart 76’ Guerrero |

| Arbitro: | Brych |

|  |           |                                           |
|  | Marcatori | 61’ Gkekas 66’ Grote 80’ (rig.) Misimović |

| Arbitro: | Kircher |

|  |           |                               |
|  | Marcatori | 39’ van der Vaart 41’ Jarolím |

| Arbitro: | Seemann |

|                              |           |  |
| Olić 15’, 27’ Sorín 54’, 87’ | Marcatori |  |

### Coppa di Germania
| Arbitro: | Sippel |

|                                      |           |                                  |
| Yildiz 5’, 90’ Okpala 6’, 96’ (rig.) | Marcatori | 28’ Sanogo 36’ Ljuboja 44’ Demel |

### Coppa di Lega
| Arbitro: | Vink |

|             |           |  |
| Kompany 52’ | Marcatori |  |

| Arbitro: | Kinhöfer |

|                      |           |            |
| Zidan 50’ Frings 82’ | Marcatori | 70’ Sanogo |

### Champions League

#### Fase di qualificazione
| Amburgo 9 agosto 2006, ore 20:30 CEST Terzo turno | Amburgo | 0 – 0 referto | Osasuna | AOL Arena (47 458 spett.)\| Arbitro: \| Øvrebø \| |
| Arbitro:                                          | Øvrebø  |               |         |                                                   |

| Arbitro: | Busacca |

|            |           |             |
| Cuéllar 6’ | Marcatori | 74’ de Jong |

#### Fase a gironi
| Arbitro: | Fröjdfeldt |

|            |           |                              |
| Sanogo 90’ | Marcatori | 12’ (rig.) Silva 53’ Rosický |

| Arbitro: | Wegereef |

|              |           |  |
| Cearense 59’ | Marcatori |  |

| Arbitro: | Hamer |

|                                                |           |                |
| López 14’, 81’ González 45’ (rig.) Postiga 69’ | Marcatori | 89’ Trochowski |

| Arbitro: | Duhamel |

|                   |           |                                   |
| van der Vaart 62’ | Marcatori | 44’ González 61’ López 87’ Moraes |

| Arbitro: | Larsen |

|                                       |           |                  |
| van Persie 52’ Eboué 83’ Baptista 88’ | Marcatori | 4’ van der Vaart |

| Arbitro: | Farina |

|                                          |           |                            |
| Berisha 28’ van der Vaart 84’ Sanogo 90’ | Marcatori | 23’ (rig.) Olić 65’ Žirkov |

## Statistiche

### Statistiche di squadra
| Competizione      | Punti | In casa | In casa | In casa | In casa | In casa | In casa | In trasferta | In trasferta | In trasferta | In trasferta | In trasferta | In trasferta | Totale | Totale | Totale | Totale | Totale | Totale | DR |
| Competizione      | Punti | G       | V       | N       | P       | Gf      | Gs      | G            | V            | N            | P            | Gf           | Gs           | G      | V      | N      | P      | Gf     | Gs     | DR |
| ----------------- | ----- | ------- | ------- | ------- | ------- | ------- | ------- | ------------ | ------------ | ------------ | ------------ | ------------ | ------------ | ------ | ------ | ------ | ------ | ------ | ------ | -- |
| Bundesliga        | 45    | 17      | 4       | 9       | 4       | 22      | 19      | 17           | 6            | 6            | 5            | 21           | 18           | 34     | 10     | 15     | 9      | 43     | 37     | +6 |
| Coppa di Germania | -     | 0       | 0       | 0       | 0       | 0       | 0       | 1            | 0            | 0            | 1            | 3            | 4            | 1      | 0      | 0      | 1      | 3      | 4      | -1 |
| Coppa di Lega     | -     | 1       | 1       | 0       | 0       | 1       | 0       | 1            | 0            | 0            | 1            | 1            | 2            | 2      | 1      | 0      | 1      | 2      | 2      | 0  |
| Champions League  | -     | 4       | 1       | 1       | 2       | 5       | 7       | 4            | 0            | 1            | 3            | 3            | 9            | 8      | 1      | 2      | 5      | 8      | 16     | -8 |
| Totale            | 45    | 22      | 6       | 10      | 6       | 28      | 26      | 23           | 6            | 7            | 10           | 28           | 33           | 45     | 12     | 17     | 16     | 56     | 59     | -3 |

### Andamento in campionato
| Giornata  | 1 | 2  | 3  | 4  | 5  | 6  | 7  | 8  | 9  | 10 | 11 | 12 | 13 | 14 | 15 | 16 | 17 | 18 | 19 | 20 | 21 | 22 | 23 | 24 | 25 | 26 | 27 | 28 | 29 | 30 | 31 | 32 | 33 | 34 |
| --------- | - | -- | -- | -- | -- | -- | -- | -- | -- | -- | -- | -- | -- | -- | -- | -- | -- | -- | -- | -- | -- | -- | -- | -- | -- | -- | -- | -- | -- | -- | -- | -- | -- | -- |
| Luogo     | C | T  | C  | T  | C  | T  | C  | T  | C  | T  | T  | C  | T  | C  | T  | C  | T  | T  | C  | T  | C  | T  | C  | T  | C  | T  | C  | C  | T  | C  | T  | C  | T  | C  |
| Risultato | N | N  | N  | P  | N  | N  | P  | V  | N  | P  | P  | N  | N  | P  | P  | N  | N  | N  | N  | P  | V  | V  | V  | V  | N  | N  | V  | P  | V  | N  | V  | P  | V  | V  |
| Posizione | 7 | 10 | 11 | 15 | 14 | 16 | 17 | 13 | 15 | 15 | 16 | 15 | 17 | 17 | 17 | 17 | 17 | 17 | 18 | 18 | 18 | 17 | 13 | 12 | 12 | 14 | 10 | 13 | 9  | 10 | 10 | 12 | 9  | 7  |

Legenda:

Luogo: C = Casa; T = Trasferta. Risultato: V = Vittoria; N = Pareggio; P = Sconfitta.

### Statistiche dei giocatori
| Giocatore        | Bundesliga | Bundesliga | Bundesliga  | Bundesliga | Coppa di Germania | Coppa di Germania | Coppa di Germania | Coppa di Germania | Coppa di Lega | Coppa di Lega | Coppa di Lega | Coppa di Lega | Champions League | Champions League | Champions League | Champions League | Totale   | Totale | Totale      | Totale     |
| Giocatore        | Presenze   | Reti       | Ammonizioni | Espulsioni | Presenze          | Reti              | Ammonizioni       | Espulsioni        | Presenze      | Reti          | Ammonizioni   | Espulsioni    | Presenze         | Reti             | Ammonizioni      | Espulsioni       | Presenze | Reti   | Ammonizioni | Espulsioni |
| ---------------- | ---------- | ---------- | ----------- | ---------- | ----------------- | ----------------- | ----------------- | ----------------- | ------------- | ------------- | ------------- | ------------- | ---------------- | ---------------- | ---------------- | ---------------- | -------- | ------ | ----------- | ---------- |
| M. Abel          | 7          | 0          | 0           | 0          | 0                 | 0                 | 0                 | 0                 | 0             | 0             | 0             | 0             | 0                | 0                | 0                | 0                | 7        | 0      | 0           | 0          |
| T. Atouba        | 21         | 0          | 3           | 1          | 0                 | 0                 | 0                 | 0                 | 0             | 0             | 0             | 0             | 4                | 0                | 1                | 1                | 25       | 0      | 4           | 2          |
| Ä. Ben-Hatira    | 5          | 0          | 0           | 1          | 0                 | 0                 | 0                 | 0                 | 0             | 0             | 0             | 0             | 0                | 0                | 0                | 0                | 5        | 0      | 0           | 1          |
| C. Benjamin      | 21         | 2          | 3           | 1          | 1                 | 0                 | 0                 | 0                 | 0             | 0             | 0             | 0             | 3                | 0                | 1                | 0                | 25       | 2      | 4           | 1          |
| B. Berisha       | 12         | 1          | 0           | 0          | 0                 | 0                 | 0                 | 0                 | 1             | 0             | 0             | 0             | 2                | 1                | 0                | 0                | 15       | 2      | 0           | 0          |
| K. Boulahrouz    | 0          | 0          | 0           | 0          | 0                 | 0                 | 0                 | 0                 | 0             | 0             | 0             | 0             | 0                | 0                | 0                | 0                | 0        | 0      | 0           | 0          |
| M. Cannizzaro    | 0          | 0          | 0           | 0          | 0                 | 0                 | 0                 | 0                 | 0             | 0             | 0             | 0             | 0                | 0                | 0                | 0                | 0        | 0      | 0           | 0          |
| G. Demel         | 8          | 0          | 2           | 1          | 1                 | 1                 | 1                 | 0                 | 2             | 0             | 0             | 0             | 3                | 0                | 1                | 0                | 14       | 1      | 4           | 1          |
| B. Feilhaber     | 9          | 0          | 0           | 0          | 0                 | 0                 | 0                 | 0                 | 0             | 0             | 0             | 0             | 3                | 0                | 0                | 0                | 12       | 0      | 0           | 0          |
| M. Fillinger     | 9          | 0          | 1           | 0          | 0                 | 0                 | 0                 | 0                 | 1             | 0             | 0             | 0             | 2                | 0                | 1                | 0                | 12       | 0      | 2           | 0          |
| S. Gouhari       | 0          | 0          | 0           | 0          | 0                 | 0                 | 0                 | 0                 | 0             | 0             | 0             | 0             | 0                | 0                | 0                | 0                | 0        | 0      | 0           | 0          |
| P. Guerrero      | 20         | 5          | 4           | 0          | 0                 | 0                 | 0                 | 0                 | 2             | 0             | 0             | 0             | 7                | 0                | 0                | 0                | 29       | 5      | 4           | 0          |
| O. Hampel        | 0          | 0          | 0           | 0          | 0                 | 0                 | 0                 | 0                 | 0             | 0             | 0             | 0             | 0                | 0                | 0                | 0                | 0        | 0      | 0           | 0          |
| R. Hennings      | 0          | 0          | 0           | 0          | 0                 | 0                 | 0                 | 0                 | 0             | 0             | 0             | 0             | 0                | 0                | 0                | 0                | 0        | 0      | 0           | 0          |
| W. Hesl          | 0          | 0          | 0           | 0          | 0                 | 0                 | 0                 | 0                 | 0             | 0             | 0             | 0             | 0                | 0                | 0                | 0                | 0        | 0      | 0           | 0          |
| D. Jarolím       | 30         | 2          | 13          | 1          | 0                 | 0                 | 0                 | 0                 | 2             | 0             | 1             | 0             | 5                | 0                | 1                | 0                | 37       | 2      | 15          | 1          |
| M. Karl          | 2          | 0          | 0           | 0          | 0                 | 0                 | 0                 | 0                 | 0             | 0             | 0             | 0             | 0                | 0                | 0                | 0                | 2        | 0      | 0           | 0          |
| S. Kirschstein   | 9          | 0          | 0           | 0          | 1                 | 0                 | 0                 | 0                 | 1             | 0             | 0             | 0             | 5                | 0                | 1                | 1                | 16       | 0      | 1           | 1          |
| R. Klingbeil     | 8          | 0          | 1           | 0          | 1                 | 0                 | 1                 | 0                 | 1             | 0             | 1             | 0             | 2                | 0                | 0                | 0                | 12       | 0      | 3           | 0          |
| V. Kompany       | 6          | 0          | 1           | 0          | 0                 | 0                 | 0                 | 0                 | 2             | 1             | 0             | 0             | 5                | 0                | 0                | 0                | 13       | 1      | 1           | 0          |
| M. Kučuković     | 0          | 0          | 0           | 0          | 0                 | 0                 | 0                 | 0                 | 0             | 0             | 0             | 0             | 0                | 0                | 0                | 0                | 0        | 0      | 0           | 0          |
| A. Laas          | 21         | 1          | 3           | 0          | 1                 | 0                 | 0                 | 0                 | 2             | 0             | 0             | 0             | 1                | 0                | 0                | 0                | 25       | 1      | 3           | 0          |
| B. Lauth         | 6          | 0          | 0           | 0          | 1                 | 0                 | 0                 | 0                 | 1             | 0             | 0             | 0             | 4                | 0                | 0                | 1                | 12       | 0      | 0           | 1          |
| D. Ljuboja       | 16         | 5          | 0           | 0          | 1                 | 1                 | 0                 | 0                 | 0             | 0             | 0             | 0             | 6                | 0                | 1                | 0                | 23       | 6      | 1           | 0          |
| M. Mahdavikia    | 27         | 2          | 4           | 1          | 1                 | 0                 | 0                 | 0                 | 2             | 0             | 1             | 0             | 8                | 0                | 2                | 0                | 38       | 2      | 7           | 1          |
| J. Mathijsen     | 32         | 0          | 3           | 0          | 1                 | 0                 | 0                 | 0                 | 0             | 0             | 0             | 0             | 6                | 0                | 1                | 0                | 39       | 0      | 4           | 0          |
| I. Olić          | 15         | 5          | 1           | 0          | 0                 | 0                 | 0                 | 0                 | 0             | 0             | 0             | 0             | 0                | 0                | 0                | 0                | 15       | 5      | 1           | 0          |
| B. Reinhardt     | 25         | 1          | 2           | 0          | 1                 | 0                 | 1                 | 0                 | 2             | 0             | 0             | 0             | 6                | 0                | 0                | 0                | 34       | 1      | 3           | 0          |
| F. Rost          | 17         | 0          | 0           | 0          | 0                 | 0                 | 0                 | 0                 | 0             | 0             | 0             | 0             | 0                | 0                | 0                | 0                | 17       | 0      | 0           | 0          |
| S. Sam           | 0          | 0          | 0           | 0          | 0                 | 0                 | 0                 | 0                 | 0             | 0             | 0             | 0             | 0                | 0                | 0                | 0                | 0        | 0      | 0           | 0          |
| B. Sanogo        | 31         | 4          | 4           | 0          | 1                 | 1                 | 0                 | 0                 | 1             | 1             | 0             | 0             | 8                | 2                | 1                | 0                | 41       | 8      | 5           | 0          |
| V. Schmidt       | 3          | 0          | 1           | 0          | 0                 | 0                 | 0                 | 0                 | 0             | 0             | 0             | 0             | 0                | 0                | 0                | 0                | 3        | 0      | 1           | 0          |
| J. Sorín         | 19         | 4          | 3           | 0          | 0                 | 0                 | 0                 | 0                 | 0             | 0             | 0             | 0             | 3                | 0                | 1                | 0                | 22       | 4      | 4           | 0          |
| P. Trochowski    | 26         | 2          | 2           | 0          | 1                 | 0                 | 0                 | 0                 | 2             | 0             | 0             | 0             | 8                | 1                | 1                | 0                | 37       | 3      | 3           | 0          |
| R. Wicky         | 14         | 0          | 3           | 0          | 1                 | 0                 | 0                 | 0                 | 2             | 0             | 0             | 0             | 5                | 0                | 0                | 0                | 22       | 0      | 3           | 0          |
| S. Wächter       | 9          | 0          | 0           | 0          | 0                 | 0                 | 0                 | 0                 | 1             | 0             | 0             | 0             | 4                | 0                | 0                | 0                | 14       | 0      | 0           | 0          |
| N. de Jong       | 18         | 0          | 6           | 0          | 1                 | 0                 | 0                 | 0                 | 1             | 0             | 0             | 1             | 5                | 1                | 1                | 0                | 25       | 1      | 7           | 1          |
| R. van der Vaart | 26         | 8          | 4           | 1          | 0                 | 0                 | 0                 | 0                 | 2             | 0             | 0             | 0             | 5                | 3                | 2                | 0                | 33       | 11     | 6           | 1          |